# Marssonina kriegeriana
Marssonina kriegeriana är en svampart som först beskrevs av Giacopo Bresàdola, och fick sitt nu gällande namn av Paul Wilhelm Magnus 1906. Marssonina kriegeriana ingår i släktet Marssonina och familjen Dermateaceae.   Inga underarter finns listade i Catalogue of Life.